# Nightmare (французская группа)
Nightmare — французская пауэр-метал-группа.

## История
Сформировалась в 1979 году. Коллектив не обращал на себя какого-то особого внимания со стороны рекорд-компаний. Однако всё кардинальным образом изменилось в марте 1983 года, когда музыканты выступили в своём городе, Гренобле, на разогреве у Def Leppard. На стадионе собралось по меньшей мере четыре тысячи зрителей. После этого группа довольно скоро подписала контракт с Ebony Records на запись и выпуск дебютного альбома Waiting for the Twilight (1984).

## Дискография

### Студийные альбомы
- 1984: Waiting for the Twilight
- 1985: Power of the Universe
- 1999: Astral Deliverance
- 2000: Live Deliverance (Live)
- 2001: Cosmovision
- 2003: Silent Room
- 2005: The Dominion Gate
- 2007: Genetic Disorder
- 2009: Insurrection
- 2011: One Night Of Insurrection (Live)
- 2012: The Burden Of God
- 2014: The Aftermath
- 2016: Dead Sun
- 2020: Aeternam
- 2024 Encrypted

### Синглы
- 1999 Astral Deliverance
- 2020 Divine Nemesis

### Концертные альбомы
- 2000: Live Deliverance
- 2011: One Night of Insurrection